# Puerto Lápice
Puerto Lápice – gmina w Hiszpanii, w prowincji Ciudad Real, w Kastylii-La Mancha, o powierzchni 54,85 km². W 2011 roku gmina liczyła 1019 mieszkańców.
W miejscowej gospodzie lokalizuje się wydarzenia z powieści Don Kichot, kiedy to tytułowy bohater wziął oberżę za zamek i zmusił właściciela do pasowania go na rycerza.